# Shareef Abdur-Rahim
Julius Shareef Abdur-Rahim (Marietta, 11 dicembre 1976) è un ex cestista, allenatore di pallacanestro e dirigente sportivo statunitense, professionista nella NBA.
Alto 206 cm per circa 111 kg, ha fatto parte della squadra statunitense che ha vinto la medaglia d'oro alle Olimpiadi di Sydney 2000.

## Carriera

### Il college e l'arrivo a Vancouver
Abdur-Rahim frequenta la University of California, Berkeley, dove nella sua prima stagione gioca in maniera davvero notevole tanto da essere nominato Freshman of the year della Pac-10 e contemporaneamente migliore giocatore della Conference, prima volta che un giocatore al primo anno vince questo premio. Si dichiara per il draft subito dopo il suo primo anno, nell'estate 1996. Viene scelto dalla neonata franchigia dei Vancouver Grizzlies come terza scelta assoluta, dietro Allen Iverson e Marcus Camby. Contribuisce subito in maniera decisiva segnando quasi 19 punti di media e catturando quasi 7 rimbalzi di media. Per Abdur-Rahim le soddisfazioni arrivano sempre e soltanto dai risultati personali, come l'inclusione nel primo quintetto assoluto dei rookie, dato che le soddisfazioni di squadra non arrivano mai.

### Il ritorno a casa ad Atlanta
Dopo 5 stagioni nei Grizzlies, nell'estate del 2001 viene scambiato alla squadra della sua città d'origine, gli Atlanta Hawks in cambio di Lorenzen Wright, Brevin Knight e dei diritti di Pau Gasol. Ad Atlanta la situazione di squadra per Abdur-Rahim non migliora e gli Hawks restano sempre nella parte bassa della Eastern Conference. Le medie di Abdur-Rahim continuano a restare ottime, attestandosi sui 20 punti e i 9 rimbalzi di media. Anche la stagione in cui il roster degli Hawks sembra essere promettente, con Jason Terry e Glenn Robinson, il bilancio finale si rivela negativo e Atlanta resta fuori dai play-off. A metà della stagione 2003-04 gli Hawks cedono Abdur-Rahim insieme a Theo Ratliff ai Portland Trail Blazers in cambio di Wesley Person e Rasheed Wallace. Nella seconda metà della stagione i Blazers arrivano ad una partita dall'accesso alla post-season, e quindi per Abdur-Rahim continua la maledizione dei play-off.

### L'estate 2005 e l'approdo ai Kings
Abdur-Rahim gioca ai Blazers anche l'anno dopo e nonostante la squadra abbia un buon talento complessivo resta fuori dalla post-season. Nell'estate 2005 Abdur-Rahim è free agent e viene contattato dai New Jersey Nets per formare una squadra da sogno con Vince Carter, Jason Kidd e Richard Jefferson. Rahim accetta, ma per presunti problemi alle ginocchia non passa le visite mediche e l'accordo con i Nets salta. Abdur-Rahim si accasa così ai Sacramento Kings, una squadra dalle ambizioni da play-off. Nel corso della stagione però, per la prima volta in carriera Rahim perde il posto da titolare e si dimostra scontento. Ciò nonostante raggiunge per la prima volta in carriera i play-off senza lasciare una gran traccia di sé, dato che i Kings vengono eliminati al primo turno dai San Antonio Spurs.
Il 22 settembre 2008 Abdur-Rahim annuncia il suo ritiro dall'attività agonistica, dopo aver saltato quasi tutta la stagione precedente per continui problemi alle ginocchia causati dall'artrite. Pochi giorni dopo viene assunto come assistant coach dei Sacramento Kings. Il 7 ottobre 2010 i Kings gli affidano un nuovo ruolo dirigenziale all'interno dello staff, nominandolo assistant general manager.

## Statistiche

### College
| Anno      | Squadra         | PG | PT | MP   | TC%  | 3P%  | TL%  | RP  | AP  | PRP | SP  | PP   |
| --------- | --------------- | -- | -- | ---- | ---- | ---- | ---- | --- | --- | --- | --- | ---- |
| 1995-1996 | Calif. G. Bears | 28 | 28 | 34,7 | 51,8 | 38,1 | 68,3 | 8,4 | 1,0 | 1,9 | 1,3 | 21,1 |
| Carriera  | Carriera        | 28 | 28 | 34,7 | 51,8 | 38,1 | 68,3 | 8,4 | 1,0 | 1,9 | 1,3 | 21,1 |

### NBA

#### Regular season
| Anno      | Squadra             | PG  | PT  | MP   | TC%  | 3P%  | TL%   | RP   | AP  | PRP | SP  | PP   |
| --------- | ------------------- | --- | --- | ---- | ---- | ---- | ----- | ---- | --- | --- | --- | ---- |
| 1996-1997 | Vancouver Grizzlies | 80  | 71  | 35,0 | 45,3 | 25,9 | 74,6  | 6,9  | 2,2 | 1,0 | 1,0 | 18,7 |
| 1997-1998 | Vancouver Grizzlies | 82  | 82  | 36,0 | 48,5 | 41,2 | 78,4  | 7,1  | 2,6 | 1,1 | 0,9 | 22,3 |
| 1998-1999 | Vancouver Grizzlies | 50  | 50  | 40,4 | 43,2 | 30,6 | 84,1  | 7,5  | 3,4 | 1,4 | 1,1 | 23,0 |
| 1999-2000 | Vancouver Grizzlies | 82  | 82  | 39,3 | 46,5 | 30,2 | 80,9  | 10,1 | 3,3 | 1,1 | 1,1 | 20,3 |
| 2000-2001 | Vancouver Grizzlies | 81  | 81  | 40,0 | 47,2 | 18,8 | 83,4  | 9,1  | 3,1 | 1,1 | 1,0 | 20,5 |
| 2001-2002 | Atlanta Hawks       | 77  | 77  | 38,7 | 46,1 | 30,0 | 80,1  | 9,0  | 3,1 | 1,3 | 1,1 | 21,2 |
| 2002-2003 | Atlanta Hawks       | 81  | 81  | 38,1 | 47,8 | 35,0 | 84,1  | 8,4  | 3,0 | 1,1 | 0,5 | 19,9 |
| 2003-2004 | Atlanta Hawks       | 53  | 53  | 36,9 | 48,5 | 21,7 | 88,0  | 9,3  | 2,4 | 0,8 | 0,4 | 20,1 |
| 2003-2004 | Portland T. Blazers | 32  | 3   | 22,8 | 44,7 | 36,4 | 83,2  | 4,5  | 1,5 | 0,8 | 0,6 | 10,0 |
| 2004-2005 | Portland T. Blazers | 54  | 49  | 34,6 | 50,3 | 38,5 | 86,6  | 7,3  | 2,1 | 0,9 | 0,5 | 16,8 |
| 2005-2006 | Sacramento Kings    | 72  | 30  | 27,2 | 52,5 | 22,7 | 78,4  | 5,0  | 2,1 | 0,7 | 0,6 | 12,3 |
| 2006-2007 | Sacramento Kings    | 80  | 45  | 25,2 | 47,4 | 15,0 | 72,6  | 5,0  | 1,4 | 0,7 | 0,5 | 9,9  |
| 2007-2008 | Sacramento Kings    | 6   | 0   | 8,5  | 21,4 | -    | 100,0 | 1,7  | 0,7 | 0,2 | 0,0 | 1,7  |
| Carriera  | Carriera            | 830 | 704 | 34,8 | 47,2 | 29,7 | 81,0  | 7,5  | 2,5 | 1,0 | 0,8 | 18,1 |

#### Play-off
| Anno     | Squadra          | PG | PT | MP   | TC%  | 3P% | TL%  | RP  | AP  | PRP | SP  | PP  |
| -------- | ---------------- | -- | -- | ---- | ---- | --- | ---- | --- | --- | --- | --- | --- |
| 2006     | Sacramento Kings | 6  | 0  | 21,5 | 53,5 | 0,0 | 60,0 | 4,8 | 1,2 | 0,3 | 0,0 | 9,2 |
| Carriera | Carriera         | 6  | 0  | 21,5 | 53,5 | 0,0 | 60,0 | 4,8 | 1,2 | 0,3 | 0,0 | 9,2 |

### Massimi in carriera
- Massimo di punti: 50 vs Detroit Pistons (23 novembre 2001)[2]
- Massimo di rimbalzi: 22 (2 volte)
- Massimo di assist: 13 vs Houston Rockets (14 dicembre 1997)
- Massimo di stoppate: 6 (2 volte)
- Massimo di minuti giocati: 56 vs Boston Celtics (17 febbraio 1999)

## Nazionale
Ha partecipato alle Olimpiadi del 2000 (in sostituzione dell'infortunato Grant Hill) vincendo la medaglia d'oro con la squadra degli Stati Uniti.

## Palmarès

### Individuale
- McDonald's All-American Game (1995)
- NCAA AP All-America Third Team (1996)
- NBA All-Rookie First Team (1997)
- NBA All-Star (2002)